# Cuocarina
Cuocarina è una serie animata televisiva, prodotto dalla Rai con la Marcenaro Interactive nel 2007, che ha come protagonista un'oca che cucina cantando in rima. La voce di Cuocarina è del cabarettista Stefano Nosei.
Il cartone è andato in onda su Rai Tre nel programma Trebisonda, e poi è stato replicato sul canale Rai Yoyo e in estate 2023 venne messo su RaiPlay con il titolo Le ricette della Cuocarina.
Era in produzione una seconda stagione ma è stata cancellata a causa della morte del creatore; è stata però pubblicata su YouTube la puntata pilota in una versione con animazioni provvisorie.

## Descrizione
In ognuno dei brevi episodi che compongono la serie, Cuocarina spiega, cantando in rima, una ricetta della tradizione culinaria italiana o una ricetta facile da preparare. Cuocarina cucina sempre con gli ingredienti, che di solito cantano il ritornello della canzone, e spesso e volentieri inganna l'attesa della cottura esibendosi in balletti. In pochi episodi si vedono anche i commensali che, a differenza dell'oca, sono esseri umani.
In ogni episodio è presente sempre la stessa musica, l'unica cosa che cambia è il testo delle strofe mentre il ritornello è una semplice ripetizione del nome dell'oca: "Cuocarina, Cuocarina".

## Episodi
1. Sformato di riso
2. Rotolo di frittata farcito
3. Krapfen veloci
4. Crostata di frutta
5. Spaghetti alla carbonara
6. Pallotte cacio e uova
7. Polpettine di riso
8. Budino al cioccolato
9. Pollo al limone
10. Trenette al pesto
11. Bocconcini alla ricotta e noci
12. Tartine alla crema di tonno
13. La panzanella
14. La pasta fatta in casa
15. Frittelle di baccalà
16. Peperoni imbottiti
17. I cantucci
18. Il ragù di carne
19. Spiedini di mozzarella e acciughe
20. La besciamella
21. Cotoletta alla milanese
22. Pizza alla napoletana
23. Olive alla ascolana
24. Fonduta alla Valdostana
25. Fiori di zucca ripieni
26. Riso e latte alla piemontese